# Sorrus
Sorrus település Franciaországban, Pas-de-Calais megyében. Lakosainak száma 943 fő (2022. január 1.). Sorrus La Calotterie, Airon-Notre-Dame, Campigneulles-les-Grandes, Campigneulles-les-Petites, La Madelaine-sous-Montreuil, Saint-Aubin és Saint-Josse községekkel határos.

## Népesség
A település népessége az elmúlt években az alábbi módon változott:
| Lakosok száma | 722  | 798  | 818  | 817  | 849  | 882  | 914  | 930  | 943  |
|               | 2013 | 2015 | 2016 | 2017 | 2018 | 2019 | 2020 | 2021 | 2022 |